# Società Podistica Lazio 1915-1919
Questa voce raccoglie le informazioni riguardanti la Società Podistica Lazio nelle annate 1915-1916-1917-1918-1919.

## Stagione
L'attività risultò ridotta a causa dello scoppio della prima guerra mondiale. Durante il periodo bellico furono ben 38 i caduti del sodalizio biancoceleste fra atleti, soci e dirigenti, con altri 13 feriti in combattimento.
L'allenatore e il presidente della squadra furono gli stessi dei periodi pre- e post-bellici, ovvero rispettivamente Guido Baccani e Fortunato Ballerini.

## Rosa
| N. |                   | Ruolo | Calciatore                |
| -- | ----------------- | ----- | ------------------------- |
|    | Italia (bandiera) | P     | Lorenzo Gaslini           |
|    | Italia (bandiera) | P     | Gino Rossini              |
|    | Italia (bandiera) | P     | Luigi Zucchi I            |
|    | Italia (bandiera) | D     | Emilio Cella II           |
|    | Italia (bandiera) | D     | Emanuele Coraggio II      |
|    | Italia (bandiera) | D     | Ugo Dosio                 |
|    | Italia (bandiera) | D     | Giuseppe Eugenio Furia    |
|    | Italia (bandiera) | D     | Guido Levi I              |
|    | Italia (bandiera) | D     | Mario Levi II             |
|    | Italia (bandiera) | D     | Carlo Maranghi (capitano) |
|    | Italia (bandiera) | D     | Perugini II               |
|    | Italia (bandiera) | D     | Arnaldo Tagliacozzo       |
|    | Italia (bandiera) | C     | Attilio Baldacci I        |
|    | Italia (bandiera) | C     | Augusto Faccani           |
|    | Italia (bandiera) | C     | Lanuti                    |
|    | Italia (bandiera) | C     | Pio Maneschi              |
|    | Italia (bandiera) | C     | Pietro Morselli           |
|    | Italia (bandiera) | C     | Spartaco Orazi I          |
|    | Italia (bandiera) | C     | Vezio Orazi II            |
|    | Italia (bandiera) | C     | Elios Vernaleone          |
|    | Italia (bandiera) | A     | Enrico Arioni             |
|    | Italia (bandiera) | A     | Beniamini II              |
|    | Italia (bandiera) | A     | Alfredo Cella I           |
|    | Italia (bandiera) | A     | Marcello Consiglio        |
|    | Italia (bandiera) | A     | Amedeo Coraggio I         |
|    | Italia (bandiera) | A     | Pietro Felicani           |
|    | Italia (bandiera) | A     | Giuseppe Fioranti I       |

| N. |                   | Ruolo | Calciatore              |
| -- | ----------------- | ----- | ----------------------- |
|    | Italia (bandiera) | A     | Aldo Fraschetti         |
|    | Italia (bandiera) | A     | Renato Grasselli        |
|    | Italia (bandiera) | A     | Antonino Marretta       |
|    | Italia (bandiera) | A     | Menghi II               |
|    | Italia (bandiera) | A     | Gino Ottier             |
|    | Italia (bandiera) | A     | Oreste Perfetti         |
|    | Italia (bandiera) | A     | Arnaldo Perugini        |
|    | Italia (bandiera) | A     | Mario Raffo             |
|    | Italia (bandiera) | A     | Fernando Saraceni I     |
|    | Italia (bandiera) | A     | Enrico Setti I          |
|    | Italia (bandiera) | A     | Alessandro Varini       |
|    | Italia (bandiera) | A     | Amos Vellani            |
|    | Italia (bandiera) | A     | Angelo Volterra         |
|    | Italia (bandiera) | P     | Pietro Antonna          |
|    | Italia (bandiera) | D     | Di Marco                |
|    | Italia (bandiera) | D     | Lebreton                |
|    | Italia (bandiera) | D     | Orlando                 |
|    | Italia (bandiera) | D     | Riberi                  |
|    | Italia (bandiera) | D     | Ugo Scaramucci          |
|    | Italia (bandiera) | C     | Bessoni                 |
|    | Italia (bandiera) | C     | De Chiara               |
|    | Italia (bandiera) | C     | Ragusa                  |
|    | Italia (bandiera) | C     | Rosito                  |
|    | Italia (bandiera) | A     | Fernando Canestrelli II |
|    | Italia (bandiera) | A     | Cappelli                |
|    | Italia (bandiera) | A     | Mario D'Arienzo I       |
|    | Italia (bandiera) | A     | Molinari                |